# 664
Năm 664 là một năm trong lịch Julius.

## Mất
- 14 tháng 4: Huyền Trang, cao tăng người Trung Quốc (s. 602)